# Захарченко Микола Васильович
Микола Васильович Захарченко (1911, місто Вельськ Архангельської губернії, тепер Архангельської області, Російська Федерація — ?) — радянський партійний діяч, секретар Кіровоградського обласного комітету КП(б)У.

## Життєпис
У 1928—1930 роках — учень професійно-технічної школи міста Олександрія Дніпропетровської округи.
У 1930 році працював вибірником порід геолого-розвідувальної партії «Укрбурвугілля» міста Олександрії.
У 1930—1931 роках — студент технікуму механізації сільського господарства міста Олександрія.
У 1931—1933 роках — викладач технікуму механізації сільського господарства міста Олександрія.
Закінчив три курси Інституту механізації та електрифікації сільського господарства.
У 1933—1939 роках — заступник директора з політичної частини, директор школи комбайнерів міста Олександрія.
Член ВКП(б) з 1936 року.
У 1939—1941 роках — головний інженер Кіровоградського обласного земельного відділу.
У 1941 році — завідувач промислового відділу Кіровоградського обласного комітету КП(б)У.
У 1941—1942 роках — заступник директора з політичної частини школи фабрично-заводського навчання, директор ремісничого училища № 7 міста Астрахані (РРФСР).
У 1942—1943 роках — директор ремісничого училища № 12 міста Аральська (Казахська РСР).
У 1943 році — заступник начальника Південно-Казахстанського обласного управління трудових резервів.
У 1943—1944 роках — у розпорядженні Кіровоградського обласного комітету КП(б)У.
У 1944 (затверджений в червні 1945) — червні 1949 року — 2-й секретар Кіровоградського міського комітету КП(б)У.
У червні 1949 — липні 1950 року — 2-й секретар Кіровоградського обласного комітету КП(б)У.
З липня 1950 року — слухач Вищої партійної школи при ЦК ВКП(б) у Москві.
Подальша доля невідома.

## Нагороди
- орден Трудового Червоного Прапора
- медаль «За доблесну працю у Великій Вітчизняній війні 1941—1945 рр.»
- медалі